# Enrique Zárate
Enrique Zárate (n. ¿?-f. Buenos Aires, 23 de enero de 1962) fue un médico cirujano argentino, diplomado en la Universidad de Buenos Aires. Se destacó por desarrollar un método especial para realizar sinfisiotomías del pubis, operaciones que se llevaban a cabo para aumentar los diámetros de la pelvis y facilitar los partos difíciles antes de la adopción general de la cesáreas. Su técnica fue conocida como «sinfisiotomía de Zárate» y era menos agresiva por usar la vía subcutánea, lo que disminuía el riesgo de hemorragia.